# Russellville, Ohio
Russellville là một làng thuộc quận Brown, tiểu bang Ohio, Hoa Kỳ. Năm 2010, dân số của làng này là 561 người.

## Dân số
- Dân số năm 2000: 453 người.
- Dân số năm 2010: 561 người.